# Eupithecia magnifacta
Eupithecia magnifacta är en fjärilsart som beskrevs av Dyar 1915. Eupithecia magnifacta ingår i släktet Eupithecia och familjen mätare. Inga underarter finns listade i Catalogue of Life.